# جاك شامبرز (سياسي)
جاك شامبرز (بالإنجليزية: Jack Chambers)‏ هو سياسي أيرلندي، ولد في 21 نوفمبر 1990 في غالواي في جمهورية أيرلندا. حزبياً، نشط في فيانا فايل. في 2016 Irish general election ‏، انتخب نائب دييل عن دائرة دبلن الغربية ‏ وقد انضم خلال فترته النيابية ‏ (10 مارس 2016 – )  للكتلة البرلمانية فيانا فايل.

## وصلات خارجية
- الموقع الرسمي